# 메이저 리그 베이스볼 올스타전

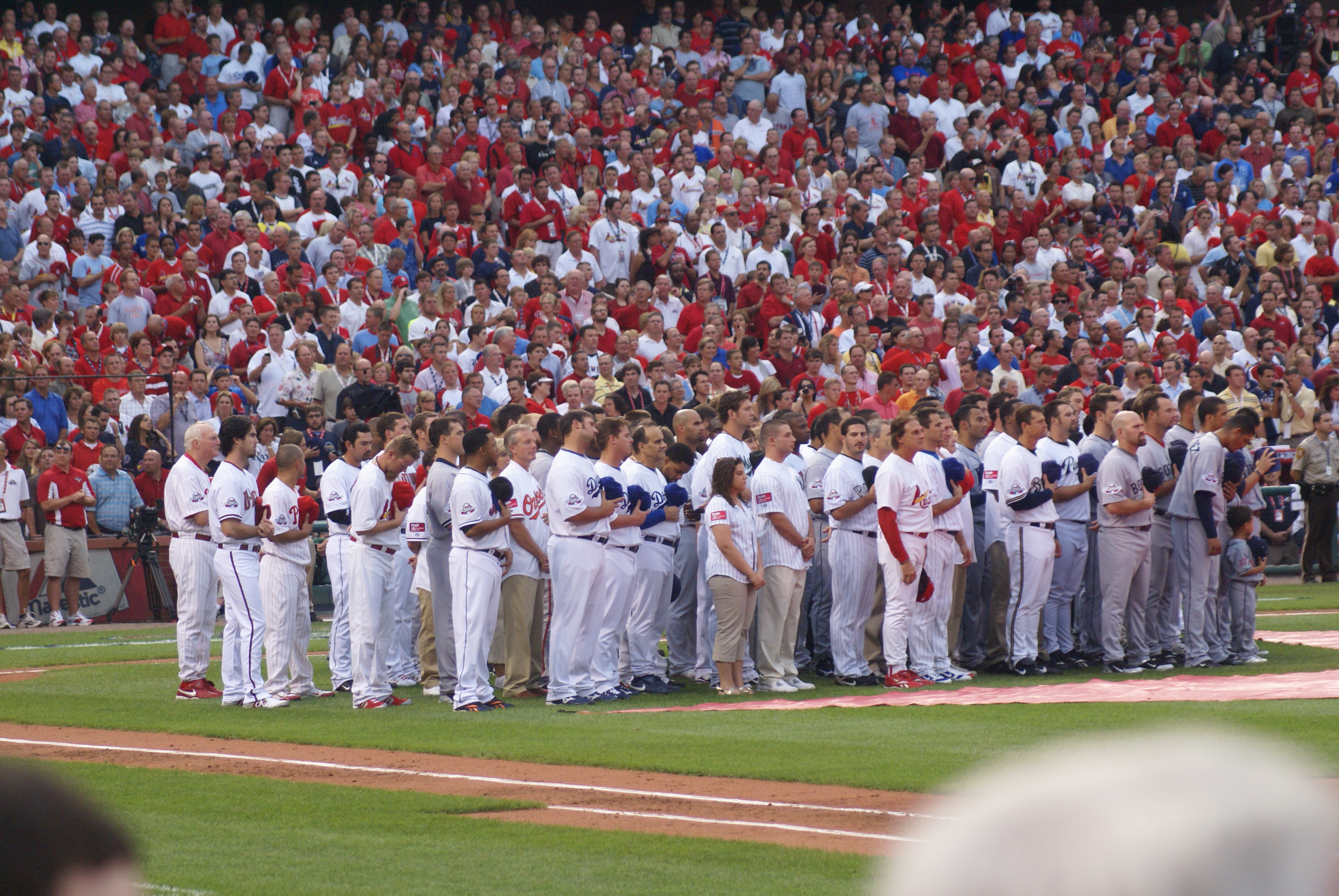

메이저 리그 베이스볼 올스타전(Major League Baseball All-Star Game)은 메이저 리그 베이스볼 (MLB)을 구성하는 2개의 리그 (내셔널 리그와 아메리칸 리그)의 선발팀끼리 대항 경기이다. 매년 7월에 실시된 팬들의 투표와 감독 추천 등으로 선발된 선수가 드림 팀을 결성한다. 미드서머 클래식(Midsummer Classic)이라고도 불린다.

## 역대 올스타전
| 시즌         | 경기장                            | 개최지                           | 개최팀                              | 팀1                              | 스코어                           | 팀2                              | MVP                              | 소속팀                              |                                  |
| ------------ | --------------------------------- | -------------------------------- | ----------------------------------- | -------------------------------- | -------------------------------- | -------------------------------- | -------------------------------- | ----------------------------------- | -------------------------------- |
| 1933         | 코미스키 파크                     | 일리노이주 시카고                | 시카고 화이트삭스                   | 아메리칸 리그                    | 4 - 2                            | 내셔널 리그                      | 빈칸                             | 빈칸                                |                                  |
| 1934         | 폴로 그라운즈                     | 뉴욕주 뉴욕                      | 뉴욕 자이언츠                       | 아메리칸 리그                    | 9 - 7                            | 내셔널 리그                      | 빈칸                             | 빈칸                                |                                  |
| 1935         | 클리블랜드 스타디움               | 오하이오주 클리블랜드            | 클리블랜드 인디언스                 | 아메리칸 리그                    | 4 - 1                            | 내셔널 리그                      | 빈칸                             | 빈칸                                |                                  |
| 1936         | 브레이브스 필드                   | 매사추세츠주 보스턴              | 보스턴 비스                         | 내셔널 리그                      | 4 - 3                            | 아메리칸 리그                    | 빈칸                             | 빈칸                                |                                  |
| 1937         | 그리피스 스타디움                 | 워싱턴 D.C.                      | 워싱턴 세너터스                     | 아메리칸 리그                    | 8 - 3                            | 내셔널 리그                      | 빈칸                             | 빈칸                                |                                  |
| 1938         | 크로슬리 필드                     | 오하이오주 신시내티              | 신시내티 레즈                       | 내셔널 리그                      | 4 - 1                            | 아메리칸 리그                    | 빈칸                             | 빈칸                                |                                  |
| 1939         | 양키 스타디움                     | 뉴욕주 뉴욕                      | 뉴욕 양키스                         | 아메리칸 리그                    | 3 - 1                            | 내셔널 리그                      | 빈칸                             | 빈칸                                |                                  |
| 1940         | 스포츠맨스 파크                   | 미주리주 세인트루이스            | 세인트루이스 카디널스               | 내셔널 리그                      | 4 - 0                            | 아메리칸 리그                    | 빈칸                             | 빈칸                                |                                  |
| 1941         | 브릭스 스타디움                   | 미시간주 디트로이트              | 디트로이트 타이거스                 | 아메리칸 리그                    | 7 - 5                            | 내셔널 리그                      | 빈칸                             | 빈칸                                |                                  |
| 1942         | 폴로 그라운즈                     | 뉴욕주 뉴욕                      | 뉴욕 자이언츠                       | 아메리칸 리그                    | 3 - 1                            | 내셔널 리그                      | 빈칸                             | 빈칸                                |                                  |
| 1943         | 쉬브 파크                         | 펜실베이니아주 필라델피아        | 필라델피아 애슬레틱스               | 아메리칸 리그                    | 5 - 3                            | 내셔널 리그                      | 빈칸                             | 빈칸                                |                                  |
| 1944         | 포브스 필드                       | 펜실베이니아주 피츠버그          | 피츠버그 파이리츠                   | 내셔널 리그                      | 7 - 1                            | 아메리칸 리그                    | 빈칸                             | 빈칸                                |                                  |
| 1945         | 제2차 세계 대전으로 열리지 않음.  | 제2차 세계 대전으로 열리지 않음. | 제2차 세계 대전으로 열리지 않음.    | 제2차 세계 대전으로 열리지 않음. | 제2차 세계 대전으로 열리지 않음. | 제2차 세계 대전으로 열리지 않음. | 제2차 세계 대전으로 열리지 않음. | 제2차 세계 대전으로 열리지 않음.    | 제2차 세계 대전으로 열리지 않음. |
| 1946         | 펜웨이 파크                       | 매사추세츠주 보스턴              | 보스턴 레드삭스                     | 아메리칸 리그                    | 12 - 0                           | 내셔널 리그                      | 빈칸                             | 빈칸                                |                                  |
| 1947         | 리글리 필드                       | 일리노이주 시카고                | 시카고 컵스                         | 아메리칸 리그                    | 2 - 1                            | 내셔널 리그                      | 빈칸                             | 빈칸                                |                                  |
| 1948         | 스포츠맨스 파크                   | 미주리주 세인트루이스            | 세인트루이스 브라운스               | 아메리칸 리그                    | 5 - 2                            | 내셔널 리그                      | 빈칸                             | 빈칸                                |                                  |
| 1949         | 에베츠 필드                       | 뉴욕주 브루클린                  | 브루클린 다저스                     | 아메리칸 리그                    | 11 - 7                           | 내셔널 리그                      | 빈칸                             | 빈칸                                |                                  |
| 1950         | 코미스키 파크                     | 일리노이주 시카고                | 시카고 화이트삭스                   | 내셔널 리그                      | 4 - 3                            | 아메리칸 리그                    | 빈칸                             | 빈칸                                |                                  |
| 1951         | 브릭스 스타디움                   | 미시간주 디트로이트              | 디트로이트 타이거스                 | 내셔널 리그                      | 8 - 3                            | 아메리칸 리그                    | 빈칸                             | 빈칸                                |                                  |
| 1952         | 쉬브 파크                         | 펜실베이니아주 필라델피아        | 필라델피아 필리스                   | 내셔널 리그                      | 3 - 2                            | 아메리칸 리그                    | 빈칸                             | 빈칸                                |                                  |
| 1953         | 크로슬리 필드                     | 오하이오주 신시내티              | 신시내티 레즈                       | 내셔널 리그                      | 5 - 1                            | 아메리칸 리그                    | 빈칸                             | 빈칸                                |                                  |
| 1954         | 클리블랜드 스타디움               | 오하이오주 클리블랜드            | 클리블랜드 인디언스                 | 아메리칸 리그                    | 11 - 9                           | 내셔널 리그                      | 빈칸                             | 빈칸                                |                                  |
| 1955         | 밀워키 카운티 스타디움            | 위스콘신주 밀워키                | 밀워키 브레이브스                   | 내셔널 리그                      | 6 - 5                            | 아메리칸 리그                    | 빈칸                             | 빈칸                                |                                  |
| 1956         | 그리피스 스타디움                 | 워싱턴 D.C.                      | 워싱턴 세너터스                     | 내셔널 리그                      | 7 - 3                            | 아메리칸 리그                    | 빈칸                             | 빈칸                                |                                  |
| 1957         | 스포츠맨스 파크                   | 미주리주 세인트루이스            | 세인트루이스 카디널스               | 아메리칸 리그                    | 6 - 5                            | 내셔널 리그                      | 빈칸                             | 빈칸                                |                                  |
| 1958         | 메모리얼 스타디움                 | 메릴랜드주 볼티모어              | 볼티모어 오리올스                   | 아메리칸 리그                    | 4 - 3                            | 내셔널 리그                      | 빈칸                             | 빈칸                                |                                  |
| 1959 (1차전) | 포브스 필드                       | 펜실베이니아주 피츠버그          | 피츠버그 파이리츠                   | 내셔널 리그                      | 5 - 4                            | 아메리칸 리그                    | 빈칸                             | 빈칸                                |                                  |
| 1959 (2차전) | 로스앤젤레스 메모리얼 콜리세움    | 캘리포니아주 로스앤젤레스        | 로스앤젤레스 다저스                 | 아메리칸 리그                    | 5 - 3                            | 내셔널 리그                      | 빈칸                             | 빈칸                                |                                  |
| 1960 (1차전) | 뮤니서펄 스타디움                 | 미주리주 캔자스시티              | 캔자스시티 애슬레틱스               | 내셔널 리그                      | 5 - 3                            | 아메리칸 리그                    | 빈칸                             | 빈칸                                |                                  |
| 1960 (2차전) | 양키 스타디움                     | 뉴욕주 뉴욕                      | 뉴욕 양키스                         | 내셔널 리그                      | 6 - 0                            | 아메리칸 리그                    | 빈칸                             | 빈칸                                |                                  |
| 1961 (1차전) | 캔들스틱 파크                     | 캘리포니아주 샌프란시스코        | 샌프란시스코 자이언츠               | 내셔널 리그                      | 5 - 4                            | 아메리칸 리그                    | 빈칸                             | 빈칸                                |                                  |
| 1961 (2차전) | 펜웨이 파크                       | 매사추세츠주 보스턴              | 보스턴 레드삭스                     | 내셔널 리그                      | 1 - 1                            | 아메리칸 리그                    | 빈칸                             | 빈칸                                |                                  |
| 1962 (1차전) | D.C. 스타디움                     | 워싱턴 D.C.                      | 워싱턴 세너터스                     | 내셔널 리그                      | 3 - 1                            | 아메리칸 리그                    | 모리 윌스                        | 로스앤젤레스 다저스                 |                                  |
| 1962 (2차전) | 리글리 필드                       | 일리노이주 시카고                | 시카고 컵스                         | 아메리칸 리그                    | 9 - 4                            | 내셔널 리그                      | 레온 와그너                      | 로스앤젤레스 에인절스               |                                  |
| 1963         | 클리블랜드 스타디움               | 오하이오주 신시내티              | 클리블랜드 인디언스                 | 내셔널 리그                      | 5 - 3                            | 아메리칸 리그                    | 윌리 메이스                      | 샌프란시스코 자이언츠               |                                  |
| 1964         | 셰이 스타디움                     | 뉴욕주 뉴욕                      | 뉴욕 메츠                           | 내셔널 리그                      | 7 - 4                            | 아메리칸 리그                    | 조니 캘리슨                      | 필라델피아 필리스                   |                                  |
| 1965         | 메트로폴리탄 스타디움             | 미네소타주 미니애폴리스          | 미네소타 트윈스                     | 내셔널 리그                      | 6 - 5                            | 아메리칸 리그                    | 후안 마리첼                      | 샌프란시스코 자이언츠               |                                  |
| 1966         | 부시 스타디움                     | 미주리주 세인트루이스            | 세인트루이스 카디널스               | 내셔널 리그                      | 2 - 1                            | 아메리칸 리그                    | 브룩스 로빈슨                    | 볼티모어 오리올스                   |                                  |
| 1967         | 애너하임 스타디움                 | 캘리포니아주 애너하임            | 캘리포니아 에인절스                 | 내셔널 리그                      | 2 - 1                            | 아메리칸 리그                    | 토니 페레즈                      | 신시내티 레즈                       |                                  |
| 1968         | 애스트로 돔                       | 텍사스주 휴스턴                  | 휴스턴 애스트로스                   | 내셔널 리그                      | 1 - 0                            | 아메리칸 리그                    | 윌리 메이스                      | 샌프란시스코 자이언츠               |                                  |
| 1969         | RFK 스타디움                      | 워싱턴 D.C.                      | 워싱턴 세너터스                     | 내셔널 리그                      | 9 - 3                            | 아메리칸 리그                    | 윌리 맥코비                      | 샌프란시스코 자이언츠               |                                  |
| 1970         | 리버프론트 스타디움               | 오하이오주 신시내티              | 신시내티 레즈                       | 내셔널 리그                      | 5 - 4                            | 아메리칸 리그                    | 칼 야스트렘스키                  | 보스턴 레드삭스                     |                                  |
| 1971         | 타이거 스타디움                   | 미시간주 디트로이트              | 디트로이트 타이거스                 | 아메리칸 리그                    | 6 - 4                            | 내셔널 리그                      | 프랭크 로빈슨                    | 볼티모어 오리올스                   |                                  |
| 1972         | 애틀랜타-풀턴 카운티 스타디움     | 조지아주 애틀랜타                | 애틀랜타 브레이브스                 | 내셔널 리그                      | 4 - 3                            | 아메리칸 리그                    | 조 모건                          | 신시내티 레즈                       |                                  |
| 1973         | 로열스 스타디움                   | 미주리주 캔자스시티              | 캔자스시티 로열스                   | 내셔널 리그                      | 7 - 1                            | 아메리칸 리그                    | 바비 본즈                        | 샌프란시스코 자이언츠               |                                  |
| 1974         | 스리 리버스 스타디움              | 펜실베이니아주 피츠버그          | 피츠버그 파이리츠                   | 내셔널 리그                      | 7 - 4                            | 아메리칸 리그                    | 스티브 가비                      | 로스앤젤레스 다저스                 |                                  |
| 1975         | 밀워키 카운티 스타디움            | 위스콘신주 밀워키                | 밀워키 브루어스                     | 내셔널 리그                      | 6 - 3                            | 아메리칸 리그                    | 빌 매드록 존 매틀랙              | 시카고 컵스 뉴욕 메츠               |                                  |
| 1976         | 베테랑스 스타디움                 | 펜실베이니아주 필라델피아        | 필라델피아 필리스                   | 내셔널 리그                      | 7 - 1                            | 아메리칸 리그                    | 조지 포스터                      | 신시내티 레즈                       |                                  |
| 1977         | 양키 스타디움                     | 뉴욕주 뉴욕                      | 뉴욕 양키스                         | 내셔널 리그                      | 7 - 5                            | 아메리칸 리그                    | 돈 서튼                          | 로스앤젤레스 다저스                 |                                  |
| 1978         | 샌디에이고 스타디움               | 캘리포니아주 샌디에이고          | 샌디에이고 파드리스                 | 내셔널 리그                      | 7 - 3                            | 아메리칸 리그                    | 스티브 가비                      | 로스앤젤레스 다저스                 |                                  |
| 1979         | 킹돔                              | 워싱턴주 시애틀                  | 시애틀 매리너스                     | 내셔널 리그                      | 7 - 6                            | 아메리칸 리그                    | 데이브 파커                      | 피츠버그 파이리츠                   |                                  |
| 1980         | 다저 스타디움                     | 캘리포니아주 로스앤젤레스        | 로스앤젤레스 다저스                 | 내셔널 리그                      | 4 - 2                            | 아메리칸 리그                    | 켄 그리피 시니어                 | 신시내티 레즈                       |                                  |
| 1981         | 클리블랜드 스타디움               | 오하이오주 클리블랜드            | 클리블랜드 인디언스                 | 내셔널 리그                      | 5 - 4                            | 아메리칸 리그                    | 게리 카터                        | 몬트리올 엑스포스                   |                                  |
| 1982         | 몬트리올 올림픽 스타디움          | 퀘벡주 몬트리올                  | 몬트리올 엑스포스                   | 내셔널 리그                      | 4 - 1                            | 아메리칸 리그                    | 데이브 콘세프시온                | 신시내티 레즈                       |                                  |
| 1983         | 코미스키 파크                     | 일리노이주 시카고                | 시카고 화이트삭스                   | 아메리칸 리그                    | 13 - 3                           | 내셔널 리그                      | 프레드 린                        | 캘리포니아 에인절스                 |                                  |
| 1984         | 캔들스틱 파크                     | 캘리포니아주 샌프란시스코        | 샌프란시스코 자이언츠               | 내셔널 리그                      | 3 - 1                            | 아메리칸 리그                    | 게리 카터                        | 몬트리올 엑스포스                   |                                  |
| 1985         | 휴버트 H. 험프리 메트로돔         | 미네소타주 미니애폴리스          | 미네소타 트윈스                     | 내셔널 리그                      | 6 - 1                            | 아메리칸 리그                    | 라마 호이트                      | 샌디에이고 파드리스                 |                                  |
| 1986         | 애스트로 돔                       | 텍사스주 휴스턴                  | 휴스턴 애스트로스                   | 아메리칸 리그                    | 3 - 2                            | 내셔널 리그                      | 로저 클레멘스                    | 보스턴 레드삭스                     |                                  |
| 1987         | 오클랜드–알라메다 카운티 콜리시엄 | 캘리포니아주 오클랜드            | 오클랜드 애슬레틱스                 | 내셔널 리그                      | 2 - 0                            | 아메리칸 리그                    | 팀 레인스                        | 몬트리올 엑스포스                   |                                  |
| 1988         | 리버프론트 스타디움               | 오하이오주 신시내티              | 신시내티 레즈                       | 아메리칸 리그                    | 2 - 1                            | 내셔널 리그                      | 테리 스타인바크                  | 오클랜드 애슬레틱스                 |                                  |
| 1989         | 애너하임 스타디움                 | 캘리포니아주 애너하임            | 캘리포니아 에인절스                 | 아메리칸 리그                    | 5 - 3                            | 내셔널 리그                      | 보 잭슨                          | 캔자스시티 로열스                   |                                  |
| 1990         | 리글리 필드                       | 일리노이주 시카고                | 시카고 컵스                         | 아메리칸 리그                    | 2 - 0                            | 내셔널 리그                      | 훌리오 프랑코                    | 텍사스 레인저스                     |                                  |
| 1991         | 스카이돔                          | 온타리오주 토론토                | 토론토 블루제이스                   | 아메리칸 리그                    | 4 - 2                            | 내셔널 리그                      | 칼 립켄 주니어                   | 볼티모어 오리올스                   |                                  |
| 1992         | 잭 머피 스타디움                  | 캘리포니아주 샌디에이고          | 샌디에이고 파드리스                 | 아메리칸 리그                    | 13 - 6                           | 내셔널 리그                      | 켄 그리피 주니어                 | 시애틀 매리너스                     |                                  |
| 1993         | 오리올 파크 앳 캠던 야즈          | 메릴랜드주 볼티모어              | 볼티모어 오리올스                   | 아메리칸 리그                    | 9 - 3                            | 내셔널 리그                      | 커비 퍼켓                        | 미네소타 트윈스                     |                                  |
| 1994         | 스리 리버스 스타디움              | 펜실베이니아주 피츠버그          | 피츠버그 파이리츠                   | 내셔널 리그                      | 8 - 7                            | 아메리칸 리그                    | 프레드 맥그리프                  | 애틀랜타 브레이브스                 |                                  |
| 1995         | 더 볼파크 인 알링턴               | 텍사스주 알링턴                  | 텍사스 레인저스                     | 내셔널 리그                      | 3 - 2                            | 아메리칸 리그                    | 제프 코나인                      | 플로리다 말린스                     |                                  |
| 1996         | 베테랑스 스타디움                 | 펜실베이니아주 필라델피아        | 필라델피아 필리스                   | 내셔널 리그                      | 6 - 0                            | 아메리칸 리그                    | 마이크 피아자                    | 로스앤젤레스 다저스                 |                                  |
| 1997         | 제이콥스 필드                     | 오하이오주 클리블랜드            | 클리블랜드 인디언스                 | 아메리칸 리그                    | 3 - 1                            | 내셔널 리그                      | 샌디 알로마 주니어               | 클리블랜드 인디언스                 |                                  |
| 1998         | 쿠어스 필드                       | 콜로라도주 덴버                  | 콜로라도 로키스                     | 아메리칸 리그                    | 13 - 8                           | 내셔널 리그                      | 로베르토 알로마                  | 볼티모어 오리올스                   |                                  |
| 1999         | 펜웨이 파크                       | 매사추세츠주 보스턴              | 보스턴 레드삭스                     | 아메리칸 리그                    | 4 - 1                            | 내셔널 리그                      | 페드로 마르티네스                | 보스턴 레드삭스                     |                                  |
| 2000         | 터너 필드                         | 조지아주 애틀랜타                | 애틀랜타 브레이브스                 | 아메리칸 리그                    | 6 - 3                            | 내셔널 리그                      | 데릭 지터                        | 뉴욕 양키스                         |                                  |
| 2001         | 세이프코 필드                     | 워싱턴주 시애틀                  | 시애틀 매리너스                     | 아메리칸 리그                    | 4 - 1                            | 내셔널 리그                      | 칼 립켄 주니어                   | 볼티모어 오리올스                   |                                  |
| 2002         | 밀러 파크                         | 위스콘신주 밀워키                | 밀워키 브루어스                     | 아메리칸 리그                    | 7 - 7                            | 내셔널 리그                      |                                  |                                     |                                  |
| 2003         | U.S. 셀룰러 필드                  | 일리노이주 시카고                | 시카고 화이트삭스                   | 아메리칸 리그                    | 7 - 6                            | 내셔널 리그                      | 개럿 앤더슨                      | 애너하임 에인절스                   |                                  |
| 2004         | 미닛 메이드 파크                  | 텍사스주 휴스턴                  | 휴스턴 애스트로스                   | 아메리칸 리그                    | 9 - 4                            | 내셔널 리그                      | 알폰소 소리아노                  | 텍사스 레인저스                     |                                  |
| 2005         | 코메리카 파크                     | 미시간주 디트로이트              | 디트로이트 타이거스                 | 아메리칸 리그                    | 7 - 5                            | 내셔널 리그                      | 미겔 테하다                      | 볼티모어 오리올스                   |                                  |
| 2006         | PNC 파크                          | 펜실베이니아주 피츠버그          | 피츠버그 파이리츠                   | 아메리칸 리그                    | 3 - 2                            | 내셔널 리그                      | 마이클 영                        | 텍사스 레인저스                     |                                  |
| 2007         | AT&T 파크                         | 캘리포니아주 샌프란시스코        | 샌프란시스코 자이언츠               | 아메리칸 리그                    | 5 - 4                            | 내셔널 리그                      | 스즈키 이치로                    | 시애틀 매리너스                     |                                  |
| 2008         | 양키 스타디움                     | 뉴욕주 뉴욕                      | 뉴욕 양키스                         | 아메리칸 리그                    | 4 - 3                            | 내셔널 리그                      | J.D. 드류                        | 보스턴 레드삭스                     |                                  |
| 2009         | 부시 스타디움                     | 미주리주 세인트루이스            | 세인트루이스 카디널스               | 아메리칸 리그                    | 4 - 3                            | 내셔널 리그                      | 칼 크로포드                      | 탬파베이 레이스                     |                                  |
| 2010         | 에인절 스타디움 오브 애너하임     | 캘리포니아주 애너하임            | 로스앤젤레스 에인절스 오브 애너하임 | 내셔널 리그                      | 3 - 1                            | 아메리칸 리그                    | 브라이언 맥캔                    | 애틀랜타 브레이브스                 |                                  |
| 2011         | 체이스 필드                       | 애리조나주 피닉스                | 애리조나 다이아몬드백스             | 내셔널 리그                      | 5 - 1                            | 아메리칸 리그                    | 프린스 필더                      | 밀워키 브루어스                     |                                  |
| 2012         | 코프먼 스타디움                   | 미주리주 캔자스시티              | 캔자스시티 로열스                   | 내셔널 리그                      | 8 - 0                            | 아메리칸 리그                    | 멜키 카브레라                    | 샌프란시스코 자이언츠               |                                  |
| 2013         | 시티 필드                         | 뉴욕주 뉴욕                      | 뉴욕 메츠                           | 아메리칸 리그                    | 3 - 0                            | 내셔널 리그                      | 마리아노 리베라                  | 뉴욕 양키스                         |                                  |
| 2014         | 타깃 필드                         | 미네소타주 미니애폴리스          | 미네소타 트윈스                     | 아메리칸 리그                    | 5 - 3                            | 내셔널 리그                      | 마이크 트라웃                    | 로스앤젤레스 에인절스 오브 애너하임 |                                  |
| 2015         | 그레이트 아메리칸 볼 파크         | 오하이오주 신시내티              | 신시내티 레즈                       | 아메리칸 리그                    | 6 - 3                            | 내셔널 리그                      | 마이크 트라웃                    | 로스앤젤레스 에인절스 오브 애너하임 |                                  |
| 2016         | 펫코 파크                         | 캘리포니아주 샌디에이고          | 샌디에이고 파드리스                 | 아메리칸 리그                    | 4 - 2                            | 내셔널 리그                      | 에릭 호스머                      | 캔자스시티 로열스                   |                                  |
| 2017         | 말린스 파크                       | 플로리다주 마이애미              | 마이애미 말린스                     | 아메리칸 리그                    | 2 - 1                            | 내셔널 리그                      | 로빈슨 카노                      | 시애틀 매리너스                     |                                  |
| 2018         | 내셔널스 파크                     | 워싱턴 D.C.                      | 워싱턴 내셔널스                     | 아메리칸 리그                    | 8 - 6                            | 내셔널 리그                      | 알렉스 브레그먼                  | 휴스턴 애스트로스                   |                                  |
| 2019         | 프로그레시브 필드                 | 오하이오주 클리블랜드            | 클리블랜드 인디언스                 | 아메리칸 리그                    | 4 - 3                            | 내셔널 리그                      | 셰인 비버                        | 클리블랜드 인디언스                 |                                  |
| 2021         | 쿠어스 필드                       | 콜로라도주 덴버                  | 콜로라도 로키스                     | 아메리칸리그                     | 5-2                              | 내셔널 리그                      | 블라디미르 게레로 JR.            | 토론토 블루제이스                   |                                  |
| 2022         | 다저 스타디움                     | 캘리포니아주 로스앤젤레스        | 로스앤젤레스 다저스                 |                                  |                                  |                                  |                                  |                                     |                                  |
| 2023         | T-모바일 파크                     | 워싱턴주 시애틀                  | 시애틀 매리너스                     |                                  |                                  |                                  |                                  |                                     |                                  |
| 2024         |                                   |                                  |                                     |                                  |                                  |                                  |                                  |                                     |                                  |
| 2025         |                                   |                                  |                                     |                                  |                                  |                                  |                                  |                                     |                                  |
| 2026         | 시티즌스 뱅크 파크                | 펜실베이니아주 필라델피아        | 필라델피아 필리스                   |                                  |                                  |                                  |                                  |                                     |                                  |

《참고사항》
- 내셔널리그가 43승 42패 2무로 앞서가고 있다.
- 1962년부터 MVP를 수여하였고, 2002년에는 무승부라서 MVP 수상자가 없다. 이듬해부터 2016년까지 올스타전에서 승리하는 리그에에게 월드시리즈 홈 필드 어드밴티지를 주었다.
- 2020시즌 올스타전은 다저스타디움 개최 예정이었으나 코로나 팬데믹 상황 장기화로 인한 개막연기로 취소됐다. 대신 2022년으로 개최권이 이관됐다.
- 2021시즌 올스타전은 조지아주 애틀란타 트루이스트 파크에서 개최될 예정이었으나 메이저리그 사무국이 조지아주 선거법 개정에 대한 항의표시로 올스타전 개최권을 박탈했고, 쿠어스 필드로 옮겨 개최됐다.

## 역대 올스타 퓨처스 게임
| 시즌 | 경기장                        | 개최지                    | 개최팀                              | 팀1  | 스코어 | 팀2  | MVP               | 소속팀                              |
| ---- | ----------------------------- | ------------------------- | ----------------------------------- | ---- | ------ | ---- | ----------------- | ----------------------------------- |
| 1999 | 펜웨이 파크                   | 매사추세츠주 보스턴       | 보스턴 레드삭스                     | 월드 | 7 - 0  | U.S. | 알폰소 소리아노   | 뉴욕 양키스                         |
| 2000 | 터너 필드                     | 조지아주 애틀랜타         | 애틀랜타 브레이브스                 | U.S. | 3 - 2  | 월드 | 션 버로우스       | 샌디에이고 파드리스                 |
| 2001 | 세이프코 필드                 | 워싱턴주 시애틀           | 시애틀 매리너스                     | U.S. | 5 - 1  | 월드 | 토비 홀           | 탬파베이 데블 레이스                |
| 2002 | 밀러 파크                     | 위스콘신주 밀워키         | 밀워키 브루어스                     | 월드 | 5 - 1  | U.S. | 호세 레이예스     | 뉴욕 메츠                           |
| 2003 | U.S. 셀룰러 필드              | 일리노이주 시카고         | 시카고 화이트삭스                   | U.S. | 3 - 2  | 월드 | 그래디 사이즈모어 | 클리블랜드 인디언스                 |
| 2004 | 미닛 메이드 파크              | 텍사스주 휴스턴           | 휴스턴 애스트로스                   | U.S. | 4 - 3  | 월드 | 에런 힐           | 토론토 블루제이스                   |
| 2005 | 코메리카 파크                 | 미시간주 디트로이트       | 디트로이트 타이거스                 | 월드 | 4 - 0  | U.S. | 저스틴 후버       | 캔자스시티 로열스                   |
| 2006 | PNC 파크                      | 펜실베이니아주 피츠버그   | 피츠버그 파이리츠                   | U.S. | 8 - 5  | 월드 | 빌리 버틀러       | 캔자스시티 로열스                   |
| 2007 | AT&T 파크                     | 캘리포니아주 샌프란시스코 | 샌프란시스코 자이언츠               | 월드 | 7 - 2  | U.S. | 후진룽            | 로스앤젤레스 다저스                 |
| 2008 | 양키 스타디움                 | 뉴욕주 뉴욕               | 뉴욕 양키스                         | 월드 | 3 - 0  | U.S. | 린저쉬안          | 보스턴 레드삭스                     |
| 2009 | 부시 스타디움                 | 미주리주 세인트루이스     | 세인트루이스 카디널스               | 월드 | 7 - 5  | U.S. | 레네 토소니       | 미네소타 트윈스                     |
| 2010 | 에인절 스타디움 오브 애너하임 | 캘리포니아주 애너하임     | 로스앤젤레스 에인절스 오브 애너하임 | U.S. | 9 - 1  | 월드 | 행크 콩거         | 로스앤젤레스 에인절스 오브 애너하임 |
| 2011 | 체이스 필드                   | 애리조나주 피닉스         | 애리조나 다이아몬드백스             | U.S. | 6 - 4  | 월드 | 그랜트 그린       | 오클랜드 애슬레틱스                 |
| 2012 | 코프먼 스타디움               | 미주리주 캔자스시티       | 캔자스시티 로열스                   | U.S. | 17 - 5 | 월드 | 닉 카스테야노스   | 디트로이트 타이거스                 |
| 2013 | 시티 필드                     | 뉴욕주 뉴욕               | 뉴욕 메츠                           | U.S. | 4 - 2  | 월드 | 맷 데이비슨       | 애리조나 다이아몬드백스             |
| 2014 | 타깃 필드                     | 미네소타주 미니애폴리스   | 미네소타 트윈스                     | U.S. | 3 - 2  | 월드 | 조이 갈로         | 텍사스 레인저스                     |
| 2015 | 그레이트 아메리칸 볼 파크     | 오하이오주 신시내티       | 신시내티 레즈                       | U.S. | 10 - 1 | 월드 | 카일 스와버       | 시카고 컵스                         |
| 2016 | 펫코 파크                     | 캘리포니아주 샌디에이고   | 샌디에이고 파드리스                 | 월드 | 11 - 3 | U.S. | 요안 몽카다       | 보스턴 레드삭스                     |
| 2017 | 말린스 파크                   | 플로리다주 마이애미       | 마이애미 말린스                     | U.S. | 7 - 6  | 월드 | 브렌트 허니웰     | 탬파베이 레이스                     |
| 2018 | 내셔널스 파크                 | 워싱턴 D.C.               | 워싱턴 내셔널스                     | U.S. | 10 - 6 | 월드 | 테일러 트람멜     | 신시내티 레즈                       |
| 2019 | 프로그레시브 필드             | 오하이오주 클리블랜드     | 클리블랜드 인디언스                 |      | -      |      |                   |                                     |
| 미정 | 다저 스타디움                 | 캘리포니아주 로스앤젤레스 | 로스앤젤레스 다저스                 |      | -      |      |                   |                                     |
| 2021 |                               |                           |                                     |      |        |      |                   |                                     |

《참고사항》
- U.S.가 13승 7패로 앞서가고 있다.
- 역대 MVP 중에서 올스타전에 참가한 선수는 5명(1999년 알폰소 소리아노, 2002년 호세 레이예스, 2003년 그래디 사이즈모어, 2004년 에런 힐, 2006년 빌리 버틀러)이다.